# Língua shuar
Shuar, língua também chamada Chiwaro, Jibaro, Jivaro, Shuara, ou Xivaro, é uma língua jivaroana falada nas selvas do sudeste de Morona-Santiago, Equador, por 46,7 mil dos Shuaras étnicos.
A língua tem suas frases na forma SOV (Sujeito –Objeto –Verbo), seus falantes são agricultores de coivara, animistas  ou cristãos.

## História
Doze línguas indígenas do Equador são faladas hoje, uma das quais é a do povo Shuar. Nas últimas quatro décadas, a língua shuar tem sido notada por sua ligação com vários grupos políticos.
O nome “Shuar” compartilhado entre o povo e sua língua foi revelado pela primeira vez aos espanhóis no século XVII. A língua shuar, como é hoje, é considerada parte da árvore da linguagem Jivaroana e incorpora um dos grupos tribais mais conhecidos na região da selva amazônica.

## Radio-escolas
O afastamento geográfico dentro da floresta equatoriana isolou os Shuar e dispersou amplamente as pessoas dessa etnia umas das outras. Como resultado, no final dos anos 1960, escolas de rádio foram formadas para promover a comunicação e a educação tanto em espanhol quanto em Shuar. Isso inadvertidamente transformou-se numa iniciativa de 'revitalização da língua para o povo Shuar. As escolas de rádio foram encerradas em 2001 e substituídas por aulas bilíngues formais.

## Escrita
A língua Shuar usa uma forma do alfabeto latino sem as letras B, C (isol.), D, F, G, H (isol.) O, Q, V, X, Z. Usam-se as formas Ch, Sh, Ng, Ñ, Ts.

## Fonologia

### Consoantes
|             | Bilabial | Alveolar | Postalveolar | Palatal | Velar |
| ----------- | -------- | -------- | ------------ | ------- | ----- |
| Oclesiva    | p        | t        |              |         | k     |
| Fricativa   |          | s        | ʃ            |         | h     |
| Africada    |          | t͡s       | t͡ʃ           |         |       |
| Vibrante    |          | r        |              |         |       |
| Nasal       | m        | n        |              |         | ŋ     |
| Aproximante | w        |          |              | j       |       |

### Vogais
Todas têm sua forma nasalizada (com til)
|         | Anterior | Central | Posterior |
| ------- | -------- | ------- | --------- |
| Fechada | i ĩ      | ɨ ɨ̃     | u ũ       |
| Aberta  |          | a ã     |           |

## Amostra de texto
Penker inintimsamka mash aintsti ankan, matekrin nuya nii penkerin takakui nii akiniamunmaya tu ausamti aratukmau atinuitji mai matekrak.
Português
Todos os seres humanos nascem livres e iguais em dignidade e direitos. Eles são dotados de razão e consciência e devem agir em relação uns aos outros em espírito de fraternidade.
(Artigo 1 da Declaração Universal dos Direitos Humanos)